# Xenimpia erosa
Xenimpia erosa är en fjärilsart som beskrevs av W. Warren 1895. Xenimpia erosa ingår i släktet Xenimpia och familjen mätare. Inga underarter finns listade i Catalogue of Life.